# Har Cfija
Har Cfija (hebrejsky: הר צפיה) je hora o nadmořské výšce cca 610 metrů v Izraeli, v Horní Galileji.
Nachází se v horském pásmu Naftali, na jihozápadním okraji města Metula. Má podobu částečně zalesněného kužele, který je na severním úbočí zastavěn čtvrtí Har Cfija administrativně spadající pod Metulu. Východním směrem terén prudce klesá podél severojižně orientovaného zlomu do Chulského údolí. Pod vrcholkem se tu nachází turistická vyhlídka Micpe Dado (מצפה דדו), pojmenovaná podle izraelského generála Davida Elazara. Společně s horou Har Noter (cca 1 kilometr jihozápadně odtud) jde o nejsevernější výběžek hor Naftali.